# Cicéron dénonce Catilina
 (août 2014).
Si vous disposez d'ouvrages ou d'articles de référence ou si vous connaissez des sites web de qualité traitant du thème abordé ici, merci de compléter l'article en donnant les références utiles à sa vérifiabilité et en les liant à la section « Notes et références ».
Cicéron dénonce Catilina ou Cicéron au sénat accuse Catilina de conjuration est une fresque peinte entre 1882 et 1888 par Cesare Maccari. Elle est située au palais Madame de Rome en Italie 
Cette scène représente une époque où la République romaine est en crise et où de nombreux complots sont recensés. Elle représente Cicéron au centre de l'audience faisant un discours contre le conjuré Catilina.

## Histoire
Cicéron est un homme de lettres, un avocat et un homme politique. Ses discours, ses plaidoiries (parfois réécrites après le véritable procès) sont parvenus jusqu'à nous. Catilina est un homme politique romain qui tenta de renverser la République romaine après avoir perdu une élection pour le poste de consul. Cicéron l'accusera lors de quatre discours restés célèbres prononcés devant le Sénat en faisant en sorte que Catilina et ses conjurés s'exposent eux-mêmes.  

## Présentation
Cette fresque de Cesare Maccari a été peinte entre 1882 et 1888. Mesurant 400 cm de haut sur 900 cm de large, elle couvre tout un mur du Palais Madame, à Rome, en Italie : le Palais Madame étant actuellement le Sénat Italien. Cicéron est présenté avec des cheveux blanc alors que Catilina est représenté jeune alors qu'ils ont à peu près le même âge. Catilina est isolé sur la droite, la tête basse. Le lieu lui-même est idéalisé.
Cicéron prononce la phrase : "Quousque tandem abutere, Catilina, patientia nostra?".
Le blanc des toges des sénateurs domine et ressort éclatant sur un jeu de couleurs sombres et ternes (brun-vert). Cela ajoute à la solennité de la scène.